# Sant’Ambrogio di Valpolicella
Sant’Ambrogio di Valpolicella – miejscowość i gmina we Włoszech, w regionie Wenecja Euganejska, w prowincji Werona.
Według danych na rok 2004 gminę zamieszkiwało 9678 osób, 420,8 os./km².

## Miasta partnerskie
- Oppenheim
- Sežana